# 迈赫迪·阿比德·谢里夫
邁赫迪·阿比德·謝里夫（Mehdi Abid Charef，1980年12月14日—），阿爾及利亞足球球證，他於2005年起成為球證，先後替阿爾及利亞足球甲級聯賽和非洲聯盟盃裁決。2011年，他獲委任為國際足協的國際球證，得以為國際比賽判法。翌年，為突尼斯對赤道幾內亞的世界盃非洲區外圍區執法。接著，他先後擔任2015年非洲國家盃、2017年非洲國家盃和2017年U-17世界盃的球證。2018年1月，他被國際足協任命為該屆世界盃的球證之一。

## 資料來源
1. ↑  .   [2018-06-16]. （原始内容存档于2018-02-05）.